# George Lambert (femkampare)
George Lambert, född 1 september 1928 i Hampton, död 30 januari 2012 i River Falls, var en amerikansk femkampare.
Lambert blev olympisk silvermedaljör i modern femkamp vid sommarspelen 1956 i Melbourne.